# Чи винна я?
«Чи винна я?» — радянський драматичний художній фільм 1991 року, знятий кіностудією «Молдова-фільм».

## Сюжет
Фільм про родину, де і чоловік і дружина — алкоголіки. Він приторговує краденою сантехнікою, вона переживає його моральне падіння.

## У ролях
- Клара Лучко — Віра Долгова, жінка, хвора на алкоголізм
- Міхай Волонтир — Саня
- Світлана Крючкова — епізод
- Дмитро Векслер — Діма
- В'ячеслав Шалевич — Долгов
- Коріна Друк — епізод
- Андрій М'ягков — Борисов
- Анастасія Вознесенська — епізод
- Лариса Лужина — Паша
- Санду Фетеску — син Сані

## Знімальна група
- Режисер — Микола Гібу
- Сценаристи — Клара Лучко, Зінаїда Чиркова
- Оператор — Юрій Михайлишин
- Композитор — Євген Дога